# Volkswind
Volkswind GmbH – niemieckie przedsiębiorstwo z branży producentów energii. Z ponad 40 zainstalowanymi farmami wiatrowymi jest jednym z największych operatorów elektrowni wiatrowych w Niemczech.
Przedsiębiorstwo zostało założone w roku 1993 przez Martina Daubnera i Matthiasa Stommela, poprzednio pracowników przedsiębiorstwa Enercon. Siedziba przedsiębiorstwa mieści się w Ganderkesee w Niemczech i posiada swoje oddziały we Francji, Wielkiej Brytanii, Polsce i Bułgarii.
Przedsiębiorstwo projektuje, finansuje, buduje i eksploatuje elektrownie produkujące energie odnawialną z wiatru.

## Historia i osiągnięcia
1993
- Powstanie przedsiębiorstwa
- Instalacja pierwszej turbiny wiatrowej o mocy 500 kW

1997
- Kupno zamku w Egeln (Saksonia-Anhalt) jako siedziby

1998
- Zainstalowanie największej wówczas na świecie turbiny wiatrowej o mocy 4,5 MW (model Enercon E 112 o wysokości: 124 m i średnicy wirnika: 112 m)

2002
- Oddział w Paryżu

2005
- Oddział w Goleniowie
- Oddział w Manchester
- Budowa najwyższej wówczas na świecie turbiny wiatrowej model Vestas V90 (wysokość: 125 m)

2006
- Wybudowanie największego wówczas na świecie parku wiatrowego we Francji o mocy 60 MW

2007
- Nowa siedziba w miejscowości Ganderkesee
- Otwarcie nowego oddziału z partnerem w Bułgarii